# Piotr Triebler

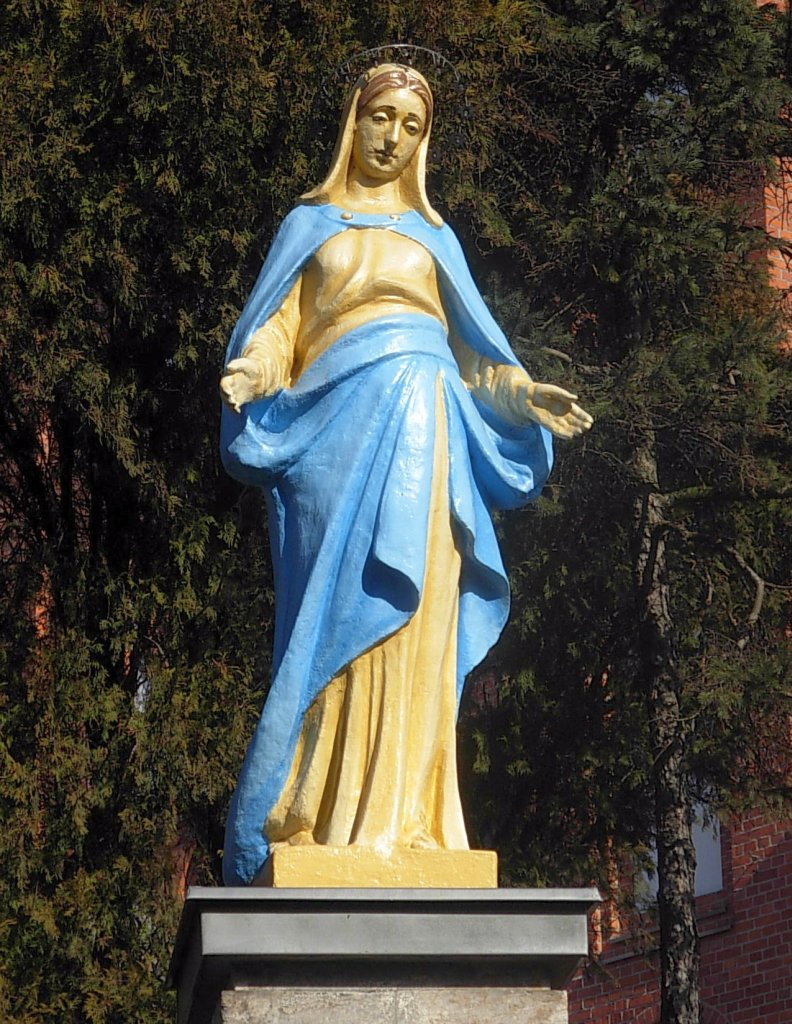
Odrestaurowany przez Piotra Trieblera pomnik Najświętszej Marii Panny Niepokalanego Poczęcia przed kościołem św. Trójcy w Bydgoszczy

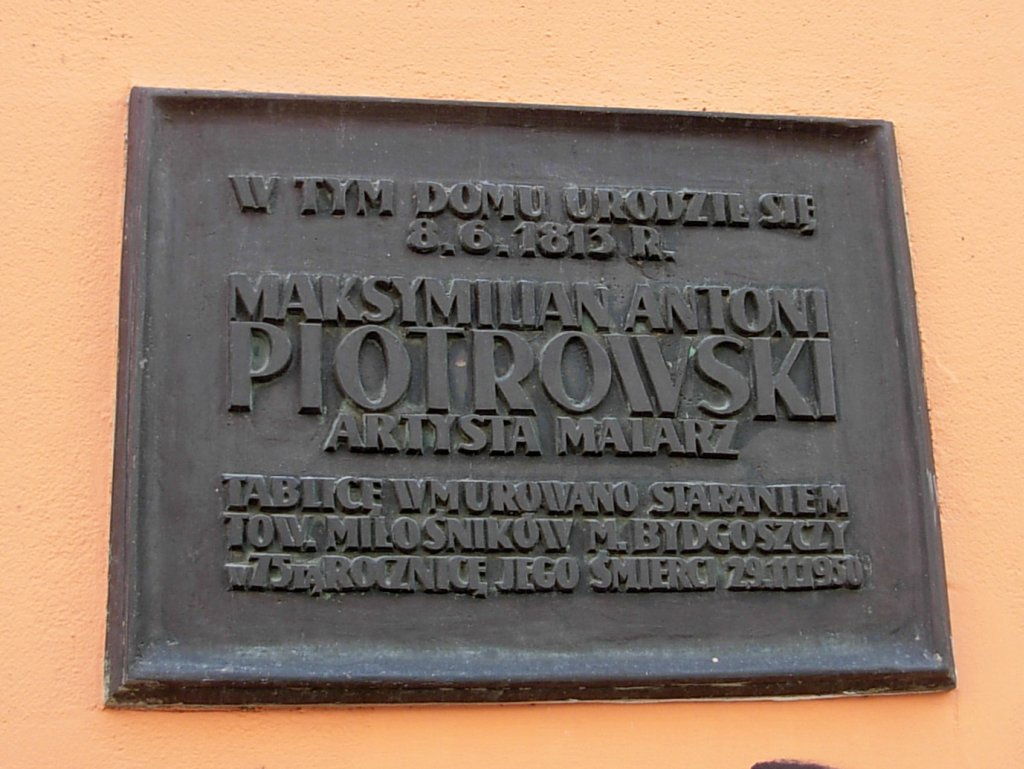
Wykonana przez Piotra Trieblera tablica pamiątkowa Maksymiliana Antoniego Piotrowskiego na fasadzie kamienicy przy ul. Długiej 22 w Bydgoszczy

Piotr Triebler (ur. 22 listopada 1898 w Ligocie Bialskiej, zm. 31 marca 1952 w Bydgoszczy) – polski artysta rzeźbiarz, związany z Bydgoszczą.

## Życiorys
Urodził się 22 listopada 1898 w Ligocie Bialskiej koło Prudnika, wówczas w Cesarstwie Niemieckim. Był synem Edwarda, rolnika i Wiktorii z Kopetzkich. Wywodził się z rodziny o silnym przywiązaniu do polskości: ojciec Edward był działaczem plebiscytowym i Związku Polaków w Niemczech, matka pochodziła z polskiej rodziny chłopskiej, starszy brat brał udział w drugim i trzecim powstaniu śląskim.
Ukończył szkołę ludową w Ligocie Bialskiej. Następnie w latach 1914–1917 uczył się rzeźby w warsztacie Wiktora Joachimskiego w Zabrzu. W 1917 r. zdał egzamin czeladniczy. W tym samym roku został powołany do armii niemieckiej i do listopada 1918 r. walczył jako saper na froncie zachodnim. Po wojnie powrócił na Śląsk, a stamtąd wyjechał do Polski.

### Okres międzywojenny
W 1920 r. udał się do Poznania, a następnie do Bydgoszczy. W roku 1921 podjął naukę w Państwowej Szkole Przemysłu Artystycznego w Bydgoszczy, gdzie pod kierunkiem Jana Wysockiego i Feliksa Giecewicza zapoznawał się z arkanami rzeźby i medalierstwa, a po likwidacji szkoły (1923) studiował dalej w Państwowej Szkole Sztuki Zdobniczej w Poznaniu i w roku 1925 uzyskał tam absolutorium z zakresu rzeźby i brązownictwa. Później odbył jeszcze podróże artystyczne do Monachium i Drezna. W roku 1936 w Izbie Rzemieślniczej w Poznaniu zdał egzamin na mistrza rzeźbiarskiego. Ze szkół wyniósł szacunek do solidnego rzemiosła oraz rzetelny stosunek do realizmu.
Jego twórczość była bardzo charakterystyczna, wyróżniała się swoistymi cechami wyrazu plastycznego, uwydatniającymi się w realizmie i silnej ekspresji. Cechy te najdobitniej przejawiły się w najlepszych jego rzeźbach: "Kamieniarzu" (1934) i "Kowalu" (1938). Inne jego ważniejsze prace to:
- pomnik dla poległych żołnierzy polskich w Saint-Hilaire-le-Grand we Francji, za który otrzymał drugą nagrodę (pierwszą zdobył jego współpracownik Teodor Gajewski),
- pomnik poległych powstańców wielkopolskich w Inowrocławiu i Gnieźnie,
- pomnik Serca Jezusowego w Bydgoszczy, wykonany we współpracy z Teodorem Gajewskim (1932),
- pomnik Chrystusa Króla w Lubszy (Górny Śląsk),
- pomnik św. Barbary w klasztorze oo. Oblatów w Kodniu nad Bugiem,
- pomnik Matki Boskiej w Inowrocławiu,
- Głowa rzeźbiarza (1934),
- Portret malarza (1928)
- Sportsmenka (1938).
- popiersie Tadeusza Kościuszki, umieszczone w budynku przy ulicy Królowej Jadwigi 2 w Bydgoszczy,
- popiersia Józefa Piłsudskiego (1936) i Edwarda Śmigłego-Rydza (1938), umieszczone w bydgoskich gimnazjach.
- pomnik-nagrobek Leona Wyczółkowskiego według projektu inż. Tych’ego na cmentarzu we Wtelnie (1937), wykonany na zlecenie Rady Artystyczno-Kulturalnej w Bydgoszczy,

W okresie międzywojennym pracował przede wszystkim nad dziełami monumentalnymi, pomnikami i rzeźbami figuralnymi, m.in. dla kościołów bydgoskich, miał jednak w swym dorobku także popiersia, portrety, płaskorzeźby, tablice pamiątkowe i liczne plakiety. Był także autorem projektów szeregu tablic pamiątkowych w Bydgoszczy, m.in. tablicy oswobodzenia miasta Bydgoszczy 1920 (1930) i tablicy ku czci królów Stefana Batorego i Jana III Sobieskiego (1933, wspólnie z Teodorem Gajewskim). Wykonywał również tablice pamiątkowe dla innych miast wielkopolskich i pomorskich.
Większość jego prac powstała w zakładzie artystyczno-rzeźbiarskim przy ulicy Dworcowej 94 w Bydgoszczy, który prowadził wspólnie z Teodorem Gajewskim – rzeźbiarzem o podobnych przekonaniach artystycznych. Był to jedyny tego rodzaju zakład w Poznańskiem i na Pomorzu. Powstawały w nim również rzeźby ogrodowe, nagrobki w brązie, drewnie, marmurze i kamieniu. Bilans jego artystycznych dokonań w dwudziestoleciu międzywojennym był bogaty. Prace jego były wielokrotnie eksponowane na wystawach w Bydgoszczy (Muzeum Miejskie), Poznaniu, Toruniu, Warszawie i innych miastach Polski. Działał w Związku Plastyków Pomorskich (od 1929), a od 1934 r. w Radzie Artystyczno-Kulturalnej w Bydgoszczy.

### II wojna światowa
Okres okupacji niemieckiej przeżył w Bydgoszczy. Nie przystąpił do Niemieckiego Związku Plastyków, mimo kilkakrotnych wezwań niemieckiego dyrektora bydgoskiego muzeum. Ciężko pobity przez gestapo, podupadł na zdrowiu. W latach 1939–1945 Niemcy zniszczyli ogromną większość jego pomników oraz pomniejszych prac. Uratowały się takie dzieła, jak „Kowal”, „Kamieniarz”, „Portret malarza”, czy „Głowa rzeźbiarza”.

### Okres powojenny
Po wyzwoleniu włączył się do prac plastyków dźwigających z ruin życie artystyczne regionu bydgoskiego. Podobnie jak w latach międzywojennych tworzył dzieła monumentalne i prace natury kameralnej: portrety, płaskorzeźby, medaliony. Zajmował się również rysunkiem i malarstwem. Wykonał pomnik Wolności w Świeciu n. Wisłą oraz pomnik Klemensa Janickiego, odsłonięty w Januszkowie pod Żninem (4 maja 1952) już po śmierci twórcy. Na uwagę zasługują również takie prace jak: rzeźba kameralna w gipsie „Wilk Morski” (I nagroda na wystawie z okazji obchodów 600-lecia lokacji Bydgoszczy - 1946), statua św. Ludwiki de Marillac w bazylice św. Wincentego a Paulo w Bydgoszczy, statuy Madonny w Pakości, Jaksicach k. Inowrocławia, Cekcynie k. Tucholi, statua Chrystusa w Rynarzewie pod Bydgoszczą.
Był również autorem szeregu tablic pamiątkowych, m.in. tablicy na 600-lecie Bydgoszczy, którą umieszczono na zewnętrznej ścianie ratusza w 1946 r. (usunięta w 1996 r.), tablicy ku czci pomordowanych bydgoszczan (przed gmachem ratusza na niskim cokole -1946), tablicy pamiątkowej pomordowanych Żydów (na Cmentarzu Bohaterów Bydgoszczy -1946). Artysta podjął się również trudnej pracy odrestaurowania po uszkodzeniach wojennych najsłynniejszego bydgoskiego pomnika – Łuczniczki oraz odbudowania zburzonej przez Niemców w 1939 r. statuy Matki Boskiej przy kościele Świętej Trójcy. Pozostawił cykl rysunków i szkiców oraz prace malarskie. Wiele prac zakupiło bydgoskie Muzeum im. Leona Wyczółkowskiego.
Od 1945 r. był członkiem bydgoskiego Oddziału Związku Polskich Artystów Plastyków. Swoje prace wystawiał w Bydgoszczy, Olsztynie, Toruniu i innych miastach. Zmarł po długotrwałej chorobie serca 31 marca 1952 r. w Bydgoszczy. Został pochowany na cmentarzu katolickim Trójcy Świętej przy ulicy Lotników.
W czerwcu 1953 r. w Muzeum im. Leona Wyczółkowskiego w Bydgoszczy otwarto pośmiertną wystawę jego prac.

## Życie prywatne
Piotr Triebler od 1937 r. był żonaty z Cecylią z Konopów. Mieli dzieci: Janusza Zdzisława (ur. 1939), Gabrielę Marię (ur. 1942) i Pawła Andrzeja (ur. 1945). 30 marca 1960 roku Gabriela i Paweł zostali zamordowani przez Tadeusza Rączkę, który został skazany na karę śmierci i stracony 10 sierpnia 1960 roku.

## Upamiętnienie
Jego imię nosi jedna z ulic na osiedlu Glinki w Bydgoszczy.